# 柏原よしえベスト
『柏原よしえベスト』（かしわばらよしえベスト）は、柏原よしえ初のベスト・アルバム。1981年10月25日にフィリップス・レコードより発売された。

## 概要
デビューシングル「No.1」から6枚目のシングル「めらんこりい白書」までのA・B面曲を全て収録した初のベスト・アルバム。曲順はシングルのリリース順にはなっておらず、A・B面曲が無作為に収録されている。
公称売上は8万枚を記録。
4枚目のシングル「乙女心何色?」と「めらんこりい白書」はこのベスト盤でアルバム初収録となった。
歌詞カードにはデビュー・キャンペーンの思い出など、柏原本人による直筆コメントが付いている。

## 収録曲

### LP

#### SIDE A
1. 㐧二章・くちづけ
作詞：阿久悠　作曲：大野克夫　編曲：後藤次利
  - 3枚目のシングルA面曲。
2. フィフティーン・ラブ
作詞：松田侑利子　作曲：網倉一也　編曲：若草恵
  - 5枚目のシングル「ガラスの夏」のB面曲。
3. チャンスは急に
作詞・作曲：近田春夫　編曲：後藤次利
  - 4枚目のシングル「乙女心何色?」のB面曲。
4. 毎日がバレンタイン
作詞：阿久悠　作曲：川口真　編曲：木森敏之
  - 2枚目のシングルA面曲。
5. めらんこりい白書
作詞：阿久悠　作曲：大野克夫　編曲：船山基紀
  - 6枚目のシングルA面曲。
6. 何でもない 何でもない
作詞：阿久悠　作曲・編曲：都倉俊一
  - デビュー・シングル「No.1」のB面曲。

#### SIDE B
1. ガラスの夏
作詞：松田侑利子　作曲：網倉一也　編曲：若草恵
  - 5枚目のシングルA面曲。
2. 抱きしめる、という感じ
作詞：阿久悠　作曲：大野克夫　編曲：船山基紀
  - 6枚目のシングル「めらんこりい白書」のB面曲。
3. 乙女心何色?
全作詞・作曲：近田春夫　編曲：後藤次利
  - 4枚目のシングルA面曲。
4. レディ直前
作詞：阿久悠　作曲：網倉一也　編曲：飛澤宏元
  - 3枚目のシングル「㐧二章・くちづけ」B面曲。
5. 100％のかなしみ
作詞：阿久悠　作曲：網倉一也　編曲：飛澤宏元
  - 2枚目のシングル「毎日がバレンタイン」B面曲。
6. No.1
作詞・阿久悠　作曲・編曲：都倉俊一
  - デビュー・シングルA面曲。

### CD選書盤
1. 㐧二章・くちづけ
2. フィフティーン・ラブ
3. チャンスは急に
4. 毎日がバレンタイン
5. めらんこりい白書
6. 何でもない 何でもない
7. ガラスの夏
8. 抱きしめる、という感じ
9. 乙女心何色?
10. レディ直前
11. 100％のかなしみ
12. No.1